# Étienne-Denis Pasquier
Pour les articles homonymes, voir Pasquier.
Étienne-Denis, baron (1808) puis duc (1844) Pasquier, dit le chancelier Pasquier, est un homme politique français né à Paris le 21 avril 1767 et mort dans la même ville le 5 juillet 1862.
Préfet de police sous l'Empire, il fut plusieurs fois ministre (Justice, Affaires étrangères) et président de la Chambre des députés des départements sous la Restauration puis président de la Chambre des pairs sous la monarchie de Juillet. Il fut également le dernier chancelier de France en 1837.

## Biographie
Issu d'une ancienne famille de noblesse de robe anoblie par la fonction d'échevin de Paris, en 1671, Étienne-Denis Pasquier est le fils d'Étienne Pasquier, seigneur de la baronnie de Coulans, seigneur de Chaufour, conseiller au Parlement de Paris de 1758 à 1771, condamné à mort par le tribunal révolutionnaire et exécuté le 1er floréal an II (20 avril 1794), et d'Anne Thérèse Nicole Gauthier des Préaux. il était aussi le frère aîné de Jules Pasquier (1774-1858), baron Pasquier . 
Après des études au collège de Juilly, il est nommé, avec dispense d'âge, après son père et son grand-père conseiller au Parlement de Paris, en 1787. 
Pendant la Terreur, il épouse Anne de Serre Saint-Roman (1762-1844), veuve du comte Claude du Pin de Rochefort. Il est arrêté et incarcéré pendant deux mois à Saint-Lazare et ne recouvre la liberté qu'après le 9 thermidor.

### Sous l'Empire
Après avoir été éloigné pendant quelques années des affaires publiques, il se rallie à l'Empire et, grâce à la protection de Cambacérès, est nommé maître des requêtes au Conseil d'État (11 juin 1806), conseiller d'État (8 février 1810) et procureur du Sceau des titres. Le 29 novembre 1808, il reçoit le titre de Baron de l'Empire.
Le 14 octobre 1810, peu après avoir été promu officier de la Légion d'honneur, il devient préfet de police de Paris, en remplacement de Louis Nicolas Dubois, disgracié après l’incendie de l’ambassade d’Autriche. 
En collaboration avec le ministre de l'Intérieur, il est chargé de trouver une nouvelle organisation pour remplacer le corps des gardes pompiers de Paris.
En 1812, il ne parvient pas empêcher le complot des généraux Malet et Lahorie, mais est berné par les conjurés, arrêté et conduit à la prison de la Force, dont il ne sort que grâce à l'intervention du général Hulin. 
Malgré cet incident, il est maintenu en fonctions et sert Napoléon Ier avec zèle, sinon avec efficacité.

### Sous les deux Restaurations
En 1814, il entre en pourparlers avec le comte de Nesselrode au moment de l'entrée des Alliés dans Paris, pour présenter à l'empereur de Russie la soumission de la capitale. Il prend les mesures d'ordre qu'appelait la situation, se résout à « user de tous les moyens qui étaient en son pouvoir pour faciliter la restauration des Bourbons », et tente de rallier le Conseil d'État à cette entreprise, mais n’adhère au gouvernement provisoire que le 14 avril. Il démissionne de la préfecture de police le 13 mai et est nommé directeur général des Ponts et Chaussées (21 mai 1814).
Durant les Cent-Jours, l'Empereur le laisse sans emploi, quoiqu'il eût prêté serment à l'Acte additionnel. La Seconde Restauration le dédommage en le nommant garde des Sceaux et ministre de l'Intérieur par intérim dans le cabinet Fouché-Talleyrand (7 juillet 1815). Dans ces importantes fonctions, il montre de l'habileté et du courage pour résister aux réclamations de Blücher et de Müffling. 
Il prend des mesures pour éviter que la dissolution de l'armée de la Loire occasionnât des troubles. Il blâma, dit-on, les excès de la réaction royaliste – la Terreur blanche, l'assassinat de Brune, les exécutions de Labédoyère et de Ney – et s'efforça de faire prévaloir des idées modérées. Il prépare l’ordonnance du 23 août 1815 qui, rapportant celle de 1814, réorganise le Conseil d'État en le rapprochant beaucoup plus du Conseil d'État napoléonien que de l’ancien Conseil du Roi que la Première Restauration avait cherché à ressusciter. Il quitte le pouvoir avec Talleyrand le 25 septembre 1815.
Élevé à la dignité de grand-croix de la Légion d'honneur (28 septembre 1815), il est nommé ministre d'État et membre du Conseil privé. Le 22 août 1815, il avait été élu député du grand collège de la Sarthe et du grand collège de la Seine. Il opte pour la Seine et est réélu le 4 octobre 1816 , puis le 20 septembre 1817. 
Après avoir dirigé, en 1816, les travaux de la commission des créances étrangères, il est appelé, la même année, à la présidence de la Chambre des députés, qu'il conserve jusqu'à son entrée dans le ministère Richelieu en qualité de garde des sceaux, ministre de la Justice (19 janvier 1817). Il approuve la loi Laîné relative aux élections, la loi Gouvion-Saint-Cyr sur le recrutement de l'armée et la suppression des cours prévôtales. Cependant, à la suite de la nouvelle loi électorale et des élections de 1818, il se retire avec le cabinet le 18 septembre 1818.
Pasquier refuse de reprendre un portefeuille dans le ministère Dessolles-Decazes et réclame la révision de la loi électorale du 5 février 1817. Cette question divise le ministère : Decazes appuie Pasquier, mais les autres ministres, Dessolles, Gouvion-Saint-Cyr et Louis donnèrent leur démission. Pasquier hérite alors du portefeuille des Affaires étrangères (19 novembre 1819) dans le cabinet remanié. 
Après l'assassinat du duc de Berry (14 février 1820), il reste ministre dans le nouveau ministère Richelieu. Il se signale par l'habileté avec laquelle il défend les mesures qui suspendaient la liberté individuelle et la liberté de la presse et réduisaient le pouvoir de suffrage : « Oui, je demande l'arbitraire, dit-il, parce que quand on sort de la légalité ce ne peut être que pour un but important, pour un grand objet à remplir. Les lois d'exception n'appartiennent qu'aux gouvernements libres et eux seuls ont le droit d'en avoir. »
Après que les élections partielles de 1821 eurent consolidé la majorité ultra-royaliste, la Chambre des députés vote, lors de la discussion de l'Adresse, une phrase relative à la politique étrangère dont les sous-entendus outragent Louis XVIII, ce qui entraîne la démission du duc de Richelieu, imité par le baron Pasquier (13 décembre 1821).
Il est nommé pair de France le 24 septembre. Il prend sa retraite comme ministre des Affaires étrangères le 13 février 1822. 
À la Chambre des pairs, il se rapproche de l'opposition constitutionnelle, vote contre le droit d'aînesse, contre la loi sur le sacrilège, contre la loi de tendance, contre la conversion des rentes. Dans ses improvisations, d'une abondante facilité, il fait preuve d'une rare présence d'esprit et d'un sang-froid dédaigneux de toutes les attaques.
En 1828, il refuse d'entrer dans le ministère Martignac.

### Sous la monarchie de Juillet

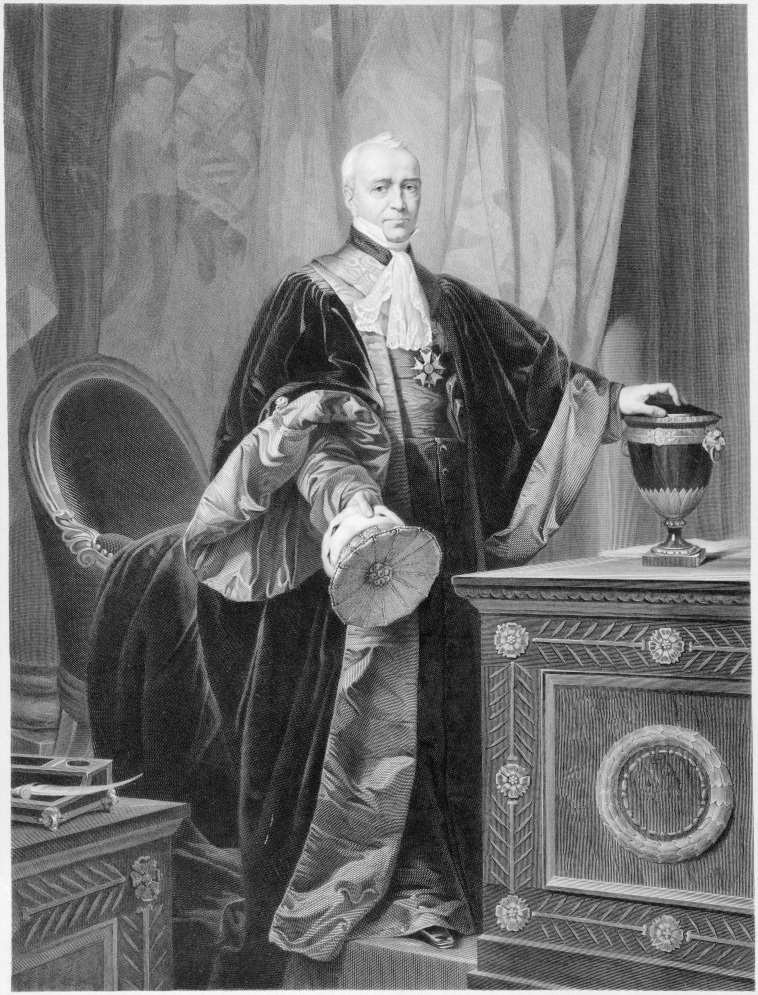
Portrait en pied du chancelier Pasquier.

A la Révolution de juillet 1830, Le baron Pasquier se rallie à la monarchie de Juillet. Il aurait déclaré à cette occasion : « Le serment politique est une contremarque pour rentrer au spectacle. »
Nommé président de la Chambre des pairs le 3 août 1830, il occupe cette fonction jusqu'à la révolution de 1848.
En cette qualité, il est amené à diriger le procès des ministres de Charles X, ceux des insurgés d'avril, de Giuseppe Fieschi, d'Armand Barbès, du prince Louis-Napoléon Bonaparte après la tentative de Boulogne-sur-Mer, des ministres Teste et Cubières. Selon Victor Hugo, il se montra fort au-dessous de sa tâche : « Il avait quatre-vingt-deux ans, et à quatre-vingt-deux ans, on n'affronte ni une femme, ni une foule. » Il soutint la politique personnelle de Louis-Philippe et, lors de la formation de la coalition de 1839, prend le parti du gouvernement et du comte Molé.
En 1837, le roi fait revivre pour lui le titre de chancelier de France. Il est créé duc Pasquier le 16 décembre 1844 avec lettres patentes du 3 février 1845 et autorisation de réversion du titre en faveur de son petit-neveu, qu'il avait adopté, Gaston d'Audiffret (1823-1905), fils de sa nièce, Gabrielle Pasquier et du comte Florimond-Louis d'Audiffret.
Ami de Chateaubriand, il avait été candidat à l'Académie en 1820 comme « ami des lettres » mais il n'est élu que le 17 février 1842, en remplacement de Mgr Frayssinous, contre Alfred de Vigny, qui obtient 8 voix. 
Il tenait un salon littéraire et créa à l'Académie, avec le duc de Broglie et le duc de Noailles, qu'il avait patronné, le « parti des ducs ». Lorsqu'il mourut, Napoléon III eut un moment l'idée de lui succéder.
La révolution de 1848 met un terme à sa carrière politique. Deux ans avant sa mort, il observait : « Je suis l'homme de France qui ait le plus connu les divers gouvernements qui se sont succédé chez nous : je leur ai fait à tous leur procès. »
En 1850, il achète le château de Sassy (Orne), où de nombreux souvenirs de lui sont encore conservés aujourd'hui.
Il eut une très longue liaison avec la comtesse de Boigne : « C'était une croyance assez répandue aux Tuileries et au Luxembourg, écrit Montalivet, qu'après la mort de Mme Pasquier, le Chancelier avait épousé en Angleterre Mme de Boigne [...] Je suis de ceux qui ont cru au mariage secret. Quoi qu'il en soit, pendant la dernière partie de sa vie, le duc Pasquier vécut avec la comtesse de Boigne dans la plus douce et la plus constante intimité. »
Sans enfant, il adopte son petit-neveu Gaston d'Audiffret-Pasquier et obtient par l'ordonnance royale du 16 décembre 1844 la réversibilité de son titre sur le chef du comte d'Audiffret.
Un service à dessert à décor d'animaux en porcelaine de Sèvres fut offert au duc par Louis-Philippe Ier.

## Décorations
- Légion d'honneur :
  -  Chevalier de la Légion d'honneur : 1809
  -  Officier de la Légion d'honneur : 1811
  -  Grand-croix de la Légion d'honneur en 1815 en tant que Ministre d'État
- Chevalier de l'Ordre du Saint-Esprit : 1820

## Armoiries
| Image | Armoiries |
| ----- | --- |
|       | Etienne-Denis, Baron Pasquier et de l'Empire par lettres patentes du 27 novembre 1808, maître des requêtes au Conseil d'Etat, procureur général près du conseil du sceau des titres, officier de la Légion d'honneur. De gueules, au chevron d'or accompagné en chef à dextre d'un croissant d'argent et en pointe d'une tête de licorne de même ; franc-quartier des barons tirés du Conseil d'Etat L'arrière-grand père du Chancelier Pasquier (Louis Pasquier) et son fils (Denis Pasquier), firent enregistrer leurs armes en 1703 auprès du juge d'armes Charles d'Hozier. Ces dernières figurent à ce titre dans l'Armorial général de France |
|       | Etienne-Denis, Baron-pair héréditaire avec institution d'un majorat par lettres patentes du roi Louis XVIII du 11 octobre 1821, Ministre d'Etat, Président de la Chambre des députés De gueules au chevron d'or, accompagné en chef de 2 croissants d'argent et, en pointe, d'un buste de licorne du même |
|       | Etienne-Denis, Duc Pasquier par ordonnance du roi Louis-Philippe Ier de 1844 avec autorisation de transmission de ses rang, titre et dignité à son petit neveu et fils adoptif Gaston d'Audiffret et confirmé par lettres patentes du 3 février 1845, Ministre d'Etat, Chancelier de France, Président de la Chambre des Pairs De gueules au chevron d'or, accompagné en chef de 2 croissants d'argent et, en pointe, d'un buste de licorne du même |

## Œuvres
- Discours prononcés dans les chambres législatives de 1814 à 1836, 1842 (4 vol.)
- L'interprétation des Institutes de Justinien, avec la conférence de chasque paragraphe aux ordonnances royaux, arrestz de parlement et coustumes générales de la France, ouvrage inédit d'Étienne Pasquier, publié par M. le duc Pasquier, 1847 – Réédition en fac-similé : Slatkine, Genève, 1970
- Histoire de mon temps. Mémoires du chancelier Pasquier, publiés par M. le duc d'Audiffret-Pasquier, 1893-1895 (6 vol.)

## Pour approfondir

### Pages connexes
- Château de Sassy